# Miss Delta Amacuro
Miss Delta Amacuro es un concurso de belleza cuya finalidad es escoger y preparar la representante de este estado para el Miss Venezuela; y para la participación de sus candidatas a nivel Internacional.
Las candidatas son designadas por la organización Miss Venezuela, hasta la fecha, ninguna de sus representantes es nativa de Delta Amacuro. No obstante, las candidatas seleccionadas para portar esta banda, representan al estado con mucha dedicación y ahínco, de manera de poder resaltar la hermosura de su gente luchadora y persistente.

## Miss Delta Amacuro en el Miss Venezuela
La siguiente lista muestra todas las candidatas coronadas como Miss Delta Amacuro, y que han participado en el Miss Venezuela. La primera reina de la entidad fue la ya fallecida Vera Fawzy Sayed, Miss Delta Amacuro 1983. Hasta 2023, han sido coronadas 36 mises como Reinas de este estado.
Color Clave
- Ganador
- Finalistas
- Semi Finalistas

| Miss D.A. | Candidata                             | Edad        | Procedencia    | Colocación                        | Premios                                       |
| --------- | ------------------------------------- | ----------- | -------------- | --------------------------------- | --------------------------------------------- |
| 1983      | Vera Fawzy Sayed †                    | S/D         |                | No Figuró                         |                                               |
| 1984      | Mirla Rociel Ochoa Silva †            | 22          | Caracas        | Cuarta finalista                  |                                               |
| 1985      | Marlene Narcisa Malavé                | S/D         |                | No Figuró                         |                                               |
| 1986      | Grizel Beatriz Herrera Villegas       | S/D         |                | No Figuró                         |                                               |
| 1987      | No Compitió                           | No Compitió | No Compitió    | No Compitió                       | No Compitió                                   |
| 1988      | Elsa María Nóbrega Gómez              | 19          |                | No Figuró                         |                                               |
| 1989      | Fabiola Inciarte Pozzo                | S/D         |                | No Figuró                         |                                               |
| 1990      | Rebeca Galindo                        | S/D         |                | No Figuró                         |                                               |
| 1991      | Mercedes Argelia Salaya Guzmán        | S/D         |                | No Figuró                         |                                               |
| 1992      | Pilar Martínez Caicedo                | S/D         |                | No Figuró                         | Miss Elegancia                                |
| 1993      | Vanessa Isabel Lamela Brito           | S/D         |                | No Figuró                         |                                               |
| 1994      | María Carolina Chapellín Bigott       | 23          | Caracas        | No Figuró                         |                                               |
| 1995      | Nayber Torres Barrios                 | 19          | Maracaibo      | No Figuró                         |                                               |
| 1996      | Rossy Aurelys Conde Rodríguez         | 21          | Maturín        | No Figuró                         |                                               |
| 1997      | Jeinar Moreno Ortega                  | 19          | La Fría        | No Figuró                         |                                               |
| 1998      | Lucbel Carolina Indriago Pinto        | 18          | Valencia       | Miss Venezuela 1998               | Mejor Figura y Miss Elegancia                 |
| 1999      | Eva Priscila Soler Ruiz               | 18          | Maracay        | Top 10                            |                                               |
| 2000      | Paola Andrea Cevallos Zuluaga         | 20          | La Victoria    | No Figuró                         |                                               |
| 2001      | Arleen Lorena Gutiérrez Soler         | 21          | Caracas        | No Figuró                         |                                               |
| 2002      | Gilger Dayana Márquez Gudiño          | 19          | Caracas        | No Figuró                         |                                               |
| 2003      | Eglee Cañizales Perdomo               | 23          | Trujillo       | No Figuró                         |                                               |
| 2004      | Jessika Concepción Grau Blequett      | 24          | Caracas        | Top 10                            |                                               |
| 2005      | Patricia Schmid Chávez                | 21          | Caracas        | No Figuró                         |                                               |
| 2006      | Yasmín Terán Gutiérrez                | 25          | Caracas        | No Figuró                         |                                               |
| 2007      | Arlis Leidimar Alvarado Benítez       | 21          | Caracas        | No Figuró                         |                                               |
| 2008      | Nathaly Andreína Navas Pérez          | 21          | Caracas        | No Figuró                         |                                               |
| 2009      | No Compitió                           | No Compitió | No Compitió    | No Compitió                       | No Compitió                                   |
| 2010      | Yaisbel Nohely Arteaga Polanco        | 21          | Puerto Cabello | No Figuró                         |                                               |
| 2011      | Ivany Nayexy Guzmán Herrera           | 22          | Caracas        | No Figuró                         |                                               |
| 2012      | No Compitió                           | No Compitió | No Compitió    | No Compitió                       | No Compitió                                   |
| 2013      | Daniela Reyes Soto                    | 24          | Maracaibo      | No Figuró                         | Miss Personalidad                             |
| 2014      | Nitya Nandy Ardila Prieto             | 21          | Maracaibo      | No Figuró                         |                                               |
| 2015      | Melany Carolina Mille Rojas           | 25          | Lechería       | No Figuró                         |                                               |
| 2016      | Ysabel Cristina Cedeño Terán          | 25          | San Félix      | No Figuró                         |                                               |
| 2017      | Sthefany Yoharlis Gutiérrez Gutiérrez | 18          | Barcelona      | Miss Venezuela 2017               | Miss Cabello Radiante y Miss Salud y Estética |
| 2018      | Ana Karina Noguera Andrade            | 25          | La Grita       | No Figuró                         |                                               |
| 2019      | Lulyana Thalía Olvino Torres          | 20          | Valencia       | Miss Venezuela 2019               | Mejor Diseño de la Noche                      |
| 2020      | No Compitió                           | No Compitió | No Compitió    | No Compitió                       | No Compitió                                   |
| 2021      | No Compitió                           | No Compitió | No Compitió    | No Compitió                       | No Compitió                                   |
| 2022      | Daniela Alejandra Malavé González     | 24          | Ciudad Bolívar | Primera finalista                 | Miss Elegancia, Glamour y Sonrisa             |
| 2023      | Dayana del Carmen Lara Escobar        | 27          | Bejuma         | Top 10                            |                                               |
| 2024      | Alessandra María Guillén Murga        | 26          | Caracas        | Miss International Venezuela 2024 |                                               |

## Miss Delta Amacuro a Nivel Internacional
Varias candidatas del estado Delta Amacuro lograron participar a nivel internacional como representantes de Venezuela.
| Año  | Candidata                             | Participó                           | Sede                           | Colocación    |
| ---- | ------------------------------------- | ----------------------------------- | ------------------------------ | ------------- |
| 1984 | Mirla Rociel Ochoa Silva †            | Miss América Latina 1984            | Miami, Estados Unidos          | Ganadora      |
| 1998 | Carolina Indriago                     | Miss Universo 1999                  | Chaguaramas, Trinidad y Tobago | Top 5         |
| 2013 | Daniela Reyes Soto                    | Reinado Internacional del Café 2014 | Manizales, Colombia            | No Clasificó  |
| 2014 | Nitya Nandy Ardila Prieto             | Miss Continentes Unidos 2015        | Guayaquil, Ecuador             | Top 10        |
| 2017 | Sthefany Yoharlis Gutiérrez Gutiérrez | Miss Universo 2018                  | Bangkok, Tailandia             | 2.ª Finalista |
| 2019 | Lulyana Thalía Olvino Torres          | Miss Universo 2019                  | Atlanta, Estados Unidos        | Top 20        |